# Mycoscience

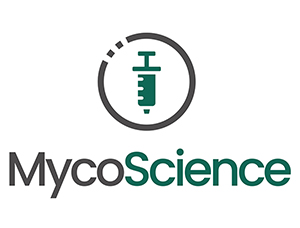
Logo

Mycoscience – recenzowane czasopismo mykologiczne publikujące artykuły z zakresu wszystkich podstawowych i stosowanych badań nad grzybami, w tym porostami, drożdżami, lęgniowcami i śluzowcami. Jest to oficjalne czasopismo Japońskiego Towarzystwa Mykologicznego (Mycological Society of Japan). Publikowane w nim są artykuły o grzybach w takich zakresach jak: systematyka (taksonomia metodami tradycyjnymi i systematyka metodami molekularnymi), ewolucja, filogeneza, morfologia, ekologia, fizjologia, biochemia, genetyka i biologia molekularna, rolnictwo, medycyna, zastosowania przemysłowe, patologia (ludzi, zwierząt i roślin), farmaceutyki, przetwórstwo żywności i inne biotechnologie.
Czasopismo „Mycoscience” zostało założone w 1956 roku. W latach 1956–1993 miało tytuł „Transactions of the Mycological Society of Japan”, a od 1994 r. zmieniło tytuł na „Mycoscience”. Jest to dwumiesięcznik. Artykuły publikowane są w języku angielskim.
„Mycoscience” jest wymieniona w Web of Science i w 2019 r. miała współczynnik wpływu: 1,172.